# Football Club Côme Women
Actualités
Le Football Club Côme Women, en italien FC Como Women est un club italien de football féminin basé à Côme.

## Histoire
Le club est fondé en 1997 sous le nom Como 2000 Women's Football Club à la suite d'une fusion de deux clubs locaux.
Après seulement un an, le club est promu en deuxième division puis en 2001 il gagne une nouvelle promotion en Serie A. La première saison en première division se termine à la 12e place, le club doit disputer le barrage de maintien à Rome contre Gravina, la victoire 3-2 lui permet de rester dans l'élite du football féminin italien.
La saison suivante, le club qui joue en bleu assure son maintien avec une 10e place.
A la fin de la saison 2003-2004, Côme termine à la dernière place et descend en Serie A2, la deuxième division de l'époque.
Lors de la saison 2004-2005, le club frôle de nouveau la relégation, il sera sauvé par une victoire 1 à 0 dans un match d'appui qui doit désigner le barragiste pour la relégation.
Lors des saisons suivantes en deuxième division le club ne cesse de s'amméliorer et  se trouve de plus en plus en haut du classement.
Lors du championnat de Série A2 2010-2011, Côme termine à la deuxième place derrière l'ACF Milan à égalité de points, un match d'appui est nécessaire entre les deux équipes pour décider du promu. Côme perd le match 0-1, mais profite plus tard du retrait de la Reggiana de la Serie A, libérant une place qui assure le retour de Côme en première division.
Le club se stabilise ensuite en milieu de tableau de la Serie A, en 2013-2014, lorsque le championnat passe à 6 relégations, Côme à la 11e place doit disputer un match de barrage pour le maintien, en gagnant 2-0 chez Valpolicella le club assure son maintien. 
Pour le championnat 2014-2015, il y a toujours six relégations en prévision d'une réduction de participants pour la saison prochaine. Le club termine à la 11e place et sera relégué directement en deuxième division, après cinq années dans l'élite.

Le retour en deuxième division ne durera qu'une saison, Côme termine premier de son groupe et retrouve la Serie A pour la saison 2016-2017. Dans ce championnat à douze équipes Côme 2000 termine à la 9e place, et doit disputer un barrage de maintien, le club perd contre San Zaccaria et retourne donc en Serie B.

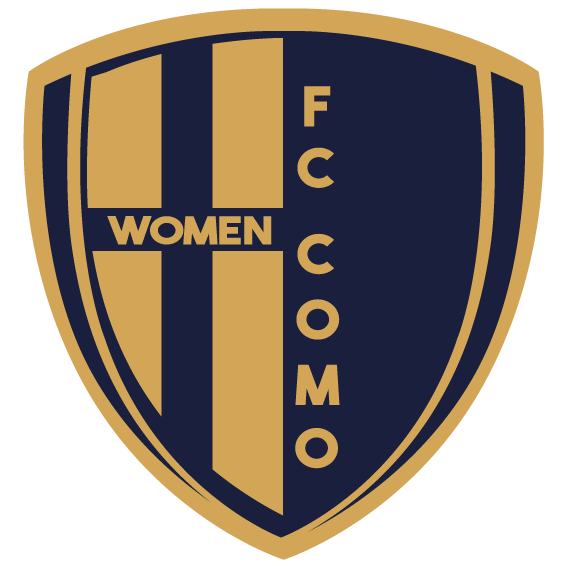
Logo de 2021 à 2024

Côme 2000 revient dans une Serie B 2017-2018  avec quatre groupes, la fédération voulant une poule unique pour 2018-2019, cela entraîne une dizaine de relégation par groupe, la neuvième place atteinte par le club n'est pas suffisante pour un maintien et il rejoint ainsi la Serie C.
En 2019, arrive un nouveau président qui change le nom en ACF Como (Associazione Sportiva Dilettantistica Associazione Calcio Femminile Como). Le club termine à la première place de son groupe en 2019-2020 et est promu en Serie B. Le club n'obtient pas de licence pour la deuxième division mais en reprenant celle du club de Riozzese il obtient sa place en Serie B. Le club se nomme ainsi Società Sportiva Dilettantistica Riozzese Como ou SSD Riozzese Como.
En 2021, le club a changé de nom pour devenir le FC Como Women, dans la foulée il obtient une nouvelle promotion en Serie A.
Pour son retour en Serie A 2022-2023, le club de Côme termine à la 7e place et s'assure son maintien, la saison suivante il terminera à la même place.
À l'été 2024, le club abandonne la couleur bleue au profit du noir et blanc et présente un nouveau logo, le club se distingue également avec des innovations dans le football féminin, premier club entièrement féminin à être sponsorisé, l'élection du fan du match ou des nouveautés dans la diffusion des matchs.

## Palmarès
- Serie B
  - Champion : 2001 (1er Groupe A), 2016 (1er Groupe A), 2022